# پلی‌نوروپاتی بیماری گاموپاتی مونوکلونال با اهمیت نامشخص
MGUS پلی نوروپاتی یا پلی نوروپاتی در ارتباط با جزء M یک بیماری نادر عصبی است که با التهاب سیستم عصبی محیطی و  گاموپاتی مونوکلونال با اهمیت نامشخص (MGUS) تعریف می شود.این اختلال برای اولین بار در 1960s شرح داده شد.
- علائم اصلی عبارت است از: ضعف عضلانی پیشرونده که متقارن و دو طرفه است، آتاکسی، بی حسی و لرزش بازو.

- درمان شامل ایمونوگلوبولین داخل وریدی است که کوتاه مدت است، درمان با داروهای سرکوب کننده ایمنی، هر چند اثربخشی آنها مشخص نشده، پیوند سلول های بنیادی اتولوگ، و ریتوکسی‌مب[۱]